# Duomitus
Duomitus is een geslacht van vlinders uit de familie van de Houtboorders (Cossidae). De wetenschappelijke naam is voor het eerst gepubliceerd in 1880 door Arthur Gardiner Butler.
Dit geslacht is monotypisch, dat wil zeggen dat het maar één soort heeft namelijk Duomitus ceramica (Walker, 1865) uit Zuid- en Zuidoost-Azië.